# De Bibliotheek Midden-Brabant
De Bibliotheek Midden-Brabant is een openbare bibliotheek in Noord-Brabant. Zij bedient bijna 350.000 inwoners van de gemeentes Tilburg, Goirle, Hilvarenbeek, Loon op Zand, Oisterwijk en Waalwijk. Als een van de veertien regionale Plusbibliotheken geeft de Bibliotheek Midden-Brabant bovendien wetenschappelijke ondersteuning aan zowel Midden- als West-Brabant.
Eind 2018 bestond de collectie van de Bibliotheek Midden-Brabant uit ruim 530.000 materialen. Bijna 1,5 miljoen bezoekers bezochten de vestigingen van de bibliotheek en de bibliotheek telde ruim 71.000 leden. Bijna 200 medewerkers zijn werkzaam in BMB.

## Geschiedenis
In 1909 werd de eerste openbare bibliotheek van Tilburg opgericht, de ‘Nieuwe Tilburgsche RK Leesbibliotheek Sint Dionysius’. Deze was gehuisvest boven de boekhandel van Antoon Bergmans op de hoek van de Heuvelstraat en de Langestraat. In 1922 verhuisde de bibliotheek naar de Willem II-straat. In 1966 werd de "Stichting Katholieke Openbare Bibliotheek" opgericht en in 1953 de "Algemene Nuts Openbare Bibliotheek". Door een fusie tussen beide bibliotheken ontstond in 1967 de Stichting Openbare Bibliotheek Tilburg. In 1972 verhuisde de bibliotheek van de Willem II straat naar het Koningsplein en in 1992 naar het Stadskantoor van de gemeente Tilburg aan de overkant van het Koningsplein.

## Vestigingen
De Bibliotheek Midden-Brabant telt vijftien vestigingen verdeeld over zes gemeentes. Zes in Tilburg, drie in Waalwijk, twee in Loon op Zand en Oisterwijk en een in Hilvarenbeek en Goirle.
- De Bibliotheek LocHal
- De Bibliotheek Berkel-Enschot
- De Bibliotheek Goirle
- De Bibliotheek Heyhoef
- De Bibliotheek Hilvarenbeek
- De Bibliotheek Kaatsheuvel
- De Bibliotheek Loon op Zand
- De Bibliotheek Moergestel
- De Bibliotheek Oisterwijk
- De Bibliotheek 't Sant
- De Bibliotheek Sprang Capelle
- De Bibliotheek Udenhout
- De Bibliotheek Waalwijk
- De Bibliotheek Wagnerplein
- De Bibliotheek Waspik